# 1917 în artă
← 1914 în artă — 1915 în artă — 1916 în artă ——  1917 în artă  —— 1918 în artă — 1919 în artă — 1920 în artă →
1917 în artă implică o serie de evenimente:

## Evenimente

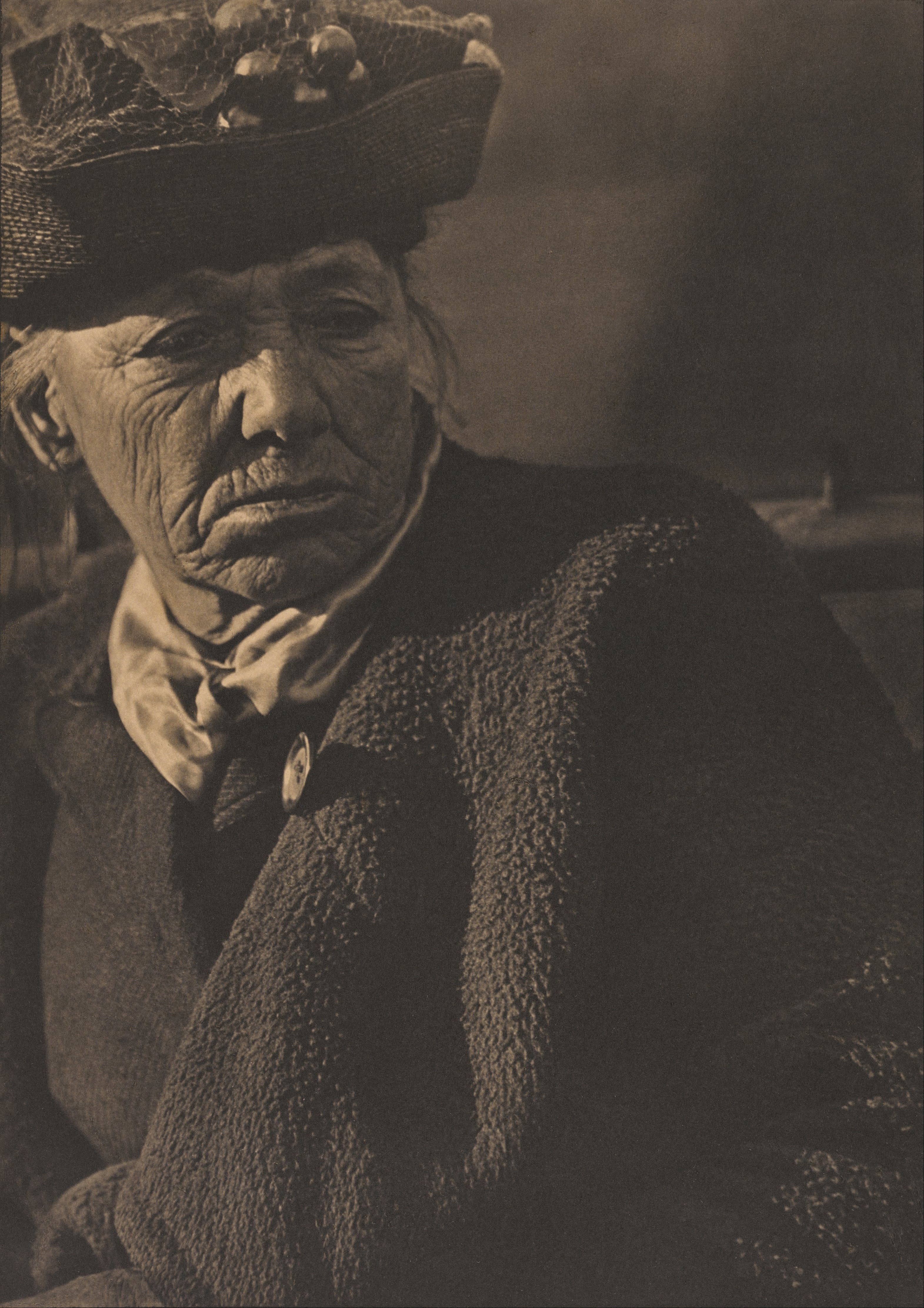
Paul Strand – Portret, Washington Square Park (1917).

### Evenimente artistice oriunde
- Ianuarie – Amedeo Modigliani, caracterizat ca fiind „beat mort,” este evacuat, de la o petrecere dată pentru Georges Braque, de către amfitrioana petrecerii, Marie Vassilieff.
- 29 ianuarie – Rodin se căsătorește cu iubita sa, Rose Beuret, care va muri peste două săptămâni.
- Un grup de artiști de război, toți englezi, printre care se găseau și Eric Kennington, William Orpen, C. R. W. Nevinson, Paul Nash și William Rothenstein sunt trimiși oficial pe Frontul de vest al Primului Război Mondial din partea Angliei.
- Mișcarea artistică De Stijl este fondată de Theo van Doesburg, care se va „propaga,” prin varianta sa denumită Neoplasticism, până în 1931.
- Muzeul memorial Allen Memorial Art Museum  este fondat la Oberlin College în statul american Ohio.
- Versiunea ilustrată de Marc Chagall a lucrării Magicianul - The Magician (דער קונצענמאכער, Der Kuntsenmakher) de I. L. Peretz (d. 1915) este publicată în Vilnius.[1]

## Arte vizuale

### Fotografie
- Paul Strand – Portret, Washington Square Park (fotografie)

## Galerie (lucrări din 1917)
- Lucrări reprezentative